# Margahayu (Bekasi Timur)
Margahayu is een bestuurslaag in het regentschap Kota Bekasi van de provincie West-Java, Indonesië. Margahayu telt 62.958 inwoners (volkstelling 2010).